# Trayveon Williams
Trayveon Williams (Houston, Texas, 18 de octubre de 1997) es un jugador profesional estadounidense de fútbol americano que se desempeña en la posición de running back en New England patriots, equipo de la National Football League (NFL).

## Carrera
Fue seleccionado en la sexta ronda en la Reunión Anual de Selección de Jugadores de la NFL de 2019. Hizo su debut profesional con el equipo Cincinnati Bengals, donde lleva jugando cinco temporadas.